# Aurora do Pará
Aurora do Pará este un oraș în Pará (PA), Brazilia. 